# Љубав на даљину
„Љубав на даљину“ (енгл. Going the Distance) је амерички играни филм из 2010. који је режирала Нанет Берстин. Главне улоге тумаче Дру Баримор и Џастин Лонг. Снимање филма је отпочело у Њујорку, крајем јула 2009. године, а премијера филма је одржана 3. септембра 2010.

## Улоге
| Глумац             | Улога   |
| ------------------ | ------- |
| Дру Баримор        | Ерин    |
| Џастин Лонг        | Герет   |
| Кристина Еплгејт   | Корин   |
| Рон Ливингстон     | Вил     |
| Чарли Деј          | Ден     |
| Кели Гарнер        | Бријана |
| Сара Бернс         | Харпер  |
| Мат Сервито        | Хју     |
| Оливер Џексон Коен | Дејмон  |
| Мик Хејзен         | Зеф     |